# خانم آمریکایی
خانم آمریکایی (به انگلیسی: Miss Americana) یا تیلور سوئیفت: خانم آمریکایی (به انگلیسی: Taylor Swift: Miss Americana) یک فیلم مستند به کارگردانی لانا ویلسون است که در سال ۲۰۲۰ منتشر شد.
داستان این مستند در خصوص خواننده ای آمریکایی و پاپ معروف یعنی تیلور سوئیفت است که هواداران بسیاری هم دارد. در این مستند به خوبی به جزئیات زندگی وی و تحولات آن پرداخته شده است. ظاهراً او برای رسیدن به این محبوبیت سختی‌های بسیاری را تحمل کرده است.